# دی‌اچ‌ال (ترانه)
«دی‌اچ‌ال» (به انگلیسی: DHL) ترانه‌ای از فرانک اوشن می‌باشد که در ۱۹ اکتبر سال ۲۰۱۹ به‌عنوان تک‌آهنگ منتشر گردید. این قطعه برای نخستین بار در پایان برنامهٔ رادیویی شخصی اوشن، بلاندد ریدیو، روی آنتن بیتس ۱ به گوش مخاطبان رسید، پیش از آنکه در پلتفرم‌های دیجیتال در دسترس قرار گیرد. انتشار این قطعه تنها یک روز پس از اعلام رسمی قطعه‌های «سقوط» و «آوریل عزیز» از سوی فرانک اوشن انجام شد. این نخستین اثر منتشرشده‌ی او از زمان بازخوانی آهنگ «مون ریور» در فوریهٔ سال ۲۰۱۸ است و نخستین آهنگ اورجینال او پس از انتشار در اوت سال ۲۰۱۷ به شمار می‌رود.
د فیدر این ترانه را «تاریک» و «فضاگونه» توصیف کرده است.

## بازخوردها
شلدون پیرس از پیتچ‌فورک گفت که اوشن در این قطعه «با بی‌اعتنایی تمام ظاهر شده و این حالت کاملاً برازندهٔ اوست.»